# 威爾森港

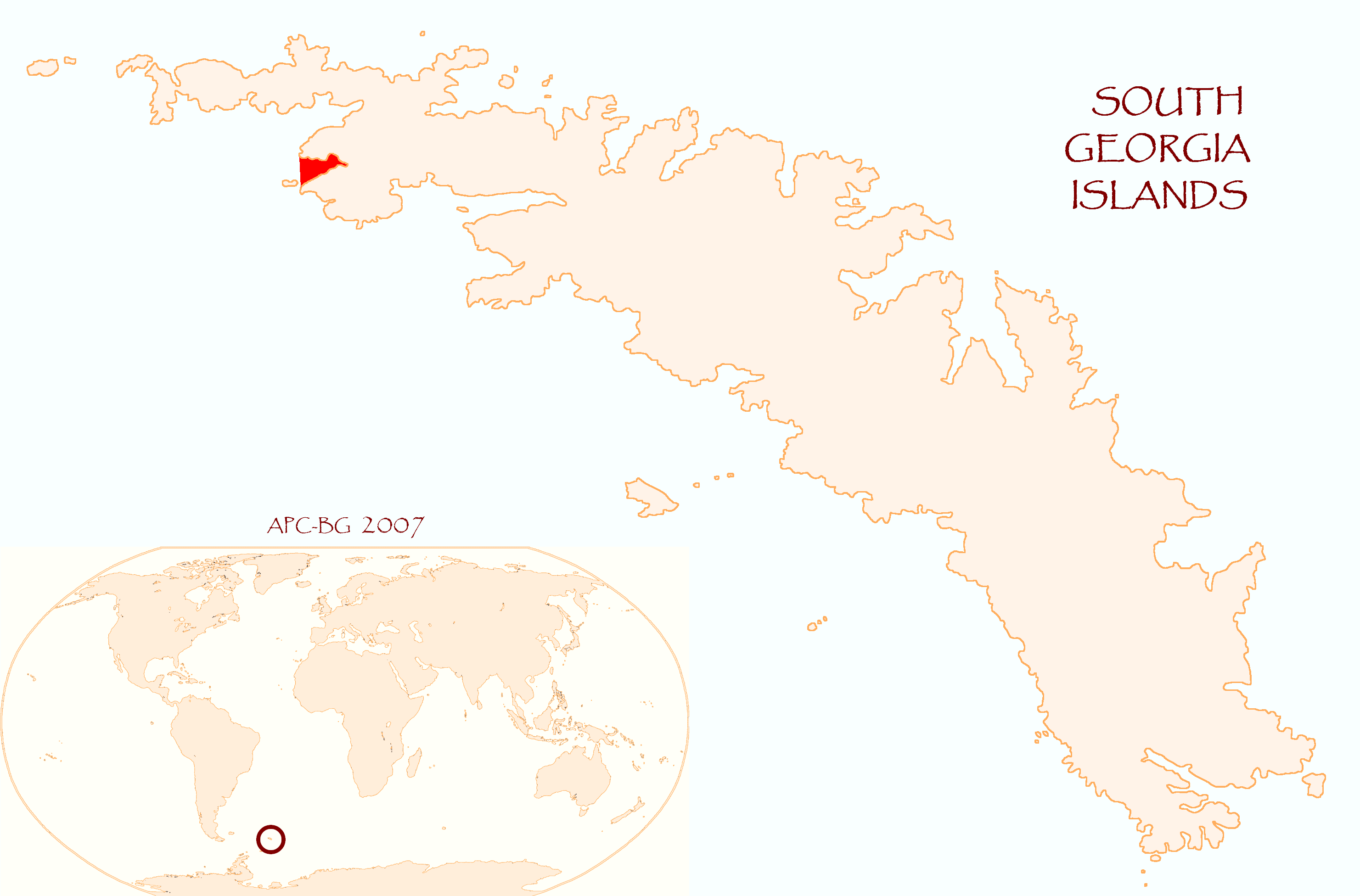
威爾森港在南喬治亞島的位置

54°7′S 37°42′W / 54.117°S 37.700°W
威爾森港（英語：Wilson Harbour）是英國海外領土南喬治亞與南桑威奇群島的海港，位於南喬治亞島南岸，長4.8公里、寬2.4公里，處於凱德角和德米多夫角之間。